# Rhinocarcinus
Rhinocarcinus is een geslacht van kreeftachtigen uit de klasse van de Malacostraca (hogere kreeftachtigen).

## Soort
- Rhinocarcinus agassizi (Rathbun, 1893)